# Asura crenulata
Asura crenulata är en fjärilsart som beskrevs av Bethune-Baker 1911. Asura crenulata ingår i släktet Asura och familjen björnspinnare. Inga underarter finns listade i Catalogue of Life.